# High Island Reservoir
High Island Reservoir (kinesiska: 萬宜水庫, 万宜水库) är en reservoar i Hongkong (Kina). Den ligger i den nordöstra delen av Hongkong. High Island Reservoir ligger 3 meter över havet. Arean är 5,4 kvadratkilometer. Den sträcker sig 3,5 kilometer i nord-sydlig riktning, och 4,1 kilometer i öst-västlig riktning.